# Amietina nyassalandica
Amietina nyassalandica là một loài bọ cánh cứng trong họ Bọ hung (Scarabaeidae).